# Lam Cao
Lam Cao (chữ Hán phồn thể:嵐皋縣, chữ Hán giản thể: 岚皋县, âm Hán Việt: Lam Cao huyện) là một huyện thuộc địa cấp thị An Khang, tỉnh Thiểm Tây, Cộng hòa Nhân dân Trung Hoa. Huyện này có diện tích 1851 ki-lô-mét vuông, dân số năm 1999 là 170.063 người, năm 2002 là 170.000 người. Mã số bưu chính của huyện Lam Cao là 725400. Về mặt hành chính, huyện Lam Cao được chia thành 8 trấn, 9 hương.
- Trấn: Thành Quan, Dân Chủ, Tả Long, Đại Đạo, Thao Hà, Hoa Lý, Thạch Môn, Quan Nguyên.
- Hương: Lận Hà, Dật Hà, Mạnh Thạch, Tứ Quý, Thiết Lò, Hoành Khê, Yển Môn, Hiểu Đạo, Chương Hà.